# Delfim Moreira
Delfim Moreira da Costa Ribeiro (Cristina, Minas Gerais, 7 de noviembre de 1868-Santa Rita do Sapucaí, Minas Gerais, 1 de julio de 1920) fue un abogado y político, que en calidad de «Vice-Presidente de la República» ejerció provisionalmente la presidencia de Brasil entre 1918 y 1919, primeramente por enfermedad y luego por fallecimiento del presidente electo Francisco de Paula Rodrigues Alves.
Fue elegido vicepresidente en 1918, en la fórmula presidencial junto al presidente Rodrigues Alves. Con la enfermedad y la muerte del presidente electo, quien nunca fue juramentado, Delfim Moreira asumió temporalmente la presidencia de Brasil.

## Presidencia interina
Delfim Moreira gobernó provisionalmente el país como Vice-Presidente, atendido que la Constitución Política brasileña de 1891 preveía nuevas elecciones en caso de falta del presidente antes de completar dos años de gobierno. El presidente electo Rodrigues Alves no había tomado posesión del cargo, afectado por la "gripe española", y murió el 16 de enero de 1919. El mismo Delfim Moreira no gozaba de buena salud y sufría de problemas psicológicos, y su interinato llegó a ser conocido como "regencia republicana ", ya que su Ministro de Transporte y Obras Públicas, Afrânio de Melo Franco, ejercía las tareas de gobierno.
Tres días después de que el nuevo gobierno se hace cargo del país, una huelga general afectó la capital y la ciudad de Niterói. 
Delfim Moreira convocó a nuevas elecciones presidenciales, de las cuales resultó elegido el Dr. Epitacio da Silva Pessoa; por su parte, Moreira quedó como vicepresidente hasta su propio fallecimiento, el 1 de julio de 1920.